# Выборы в Сенат США в Делавэре (1972)
Выборы в Сенат США в Делавэре 1972 года состоялись 7 ноября 1972 года. Действующий республиканский сенатор США Джеймс Калеб Боггс баллотировался на третий срок в Сенате США. Его соперником на выборах был член совета округа Нью-Касл, Джо Байден. Несмотря на то, что ожидалось, что Боггс легко одержит победу над Байденом на третий срок, Байден с небольшим перевесом победил Боггса на 3 162 голоса, выиграв свои первые из семи выборов в Сенат США. После своей победы Байден стал самым молодым сенатором США, после победы Раша Холта в Западной Виргинии в 1934 году. Это также были единственные из своих семи выборов в Сенат, где Байден проиграл в округе Сассекс.

## История
Давний политический деятель штата Делавэр и действующий сенатор-республиканец Джеймс Калеб Боггс рассматривал возможность выхода на пенсию, что, скорее всего, привело бы к тому, что представитель США Пит дю Понт и мэр Уилмингтона Гарри Хаскелл-младший вступили в ожесточенную первичную борьбу в Сенате. Чтобы избежать потенциальных праймериз, президент США Ричард Никсон помог убедить Боггса снова баллотироваться при полной поддержке партии.
Кроме Джо Байдена ни один демократ не хотел бросать вызов Боггсу. Поначалу у кампании Байдена практически не было денег и шансов на победу, ею руководила сестра Джо, Валери Байден, в ней работали другие члены семьи Байдена, и она в основном полагалась на раздаваемые газеты с изложением позиции. Байден также получил некоторую помощь от AFL-CIO и от социолога-демократа Патрика Кэдделла. Кампания Байдена была сосредоточена на выводе войск из Вьетнама, окружающей среде, гражданских правах, общественном транспорте, более справедливом налогообложении, здравоохранении.
В течение лета 1972 года Байден отставал от Боггса, однако уровень энергии Байдена, привлекательная молодая семья и способность общаться с эмоциями избирателей дали ему преимущество перед готовым уйти на пенсию Боггсом. Одной заметной опорой, использованной кампанией Байдена, была брошюра, напечатанная в газетном формате, которая противопоставляла мировоззрение двух кандидатов. 7 ноября 1972 года Байден одержал победу в выборах над Боггсом с перевесом в 3162 голоса. На момент выборов Байдену было 29 лет. Ему исполнилось 30 лет (минимальный возраст для сенатора США) 20 ноября 1972 года, незадолго до инаугурации 3 января 1973 года. С 1973 по 1979 год он являлся самым молодым сенатором США.
Спустя несколько недель после выборов, 18 декабря 1972 года, жена и дочь Байдена погибли в автокатастрофе, а его сыновья, Бо и Хантер — выжили, но получили серьёзные травмы. На фоне данного события Байден подумывал об отставке из Сената и велел своему брату поговорить с избранным губернатором Шерманом Триббитом о его преемнике. Однако лидер большинства в Сенате Майк Мэнсфилд убедил Байдена остаться в Сенате по крайней мере на шесть месяцев. По итогу Байден был приведён к присяге сенатора в больнице, где лежали его сыновья. С тех пор Байден занимал должность сенатора вплоть до своего избрания вице-президентом 36 лет спустя.

## Результаты
| Кандидат           | Партия                 | Избиратели | Избиратели |
| Кандидат           | Партия                 | Количество | %          |
| ------------------ | ---------------------- | ---------- | ---------- |
| Джо Байден         | Демократическая партия | 116 006    | 50,48      |
| Джеймс Калеб Боггс | Республиканская партия | 112 844    | 49,1       |
| Генри Майка        | Американская партия    | 803        | 0,35       |
| Герберт Вуд        | Партия сухого закона   | 175        | 0,07       |
| Всего              | Всего                  | 229 828    | 100        |

| Округ    | Джо Байден | Джо Байден | Джеймс Боггс | Джеймс Боггс | Генри Майка | Генри Майка | Герберт Вуд | Герберт Вуд | Кол-во голосов |
| Округ    | #          | %          | #            | %            | #           | %           | #           | %           | #              |
| -------- | ---------- | ---------- | ------------ | ------------ | ----------- | ----------- | ----------- | ----------- | -------------- |
| Кент     | 14 598     | 52,36      | 13 121       | 47,06        | 140         | 0,5         | 21          | 0,08        | 27 880         |
| Нью-Касл | 85 017     | 50,32      | 83 273       | 49,29        | 532         | 0,31        | 133         | 0,08        | 168 955        |
| Сассекс  | 16 391     | 49,86      | 16 450       | 49,68        | 131         | 0,4         | 21          | 0,06        | 32 993         |
| Итоги    | 116 006    | 50,48      | 112 844      | 49,10        | 803         | 0,35        | 175         | 0,22        | 229 828        |